# Crouch Vale Brewery Ltd
Crouch Vale Brewery Ltd, bryggeri i Chelmsford, Essex, Storbritannien. Bryggeriet producerar real ale och invigdes 1985. 

## Exempel på varumärken
- Essex Boys Bitter
- Brewers Gold
- Anchor Street Porter